# Nightmare (bài hát của Halsey)
"Nightmare" là một bài hát của nữ ca sĩ người Mỹ Halsey. Nó được phát hành như một đĩa đơn vào ngày 17 tháng 5 năm 2019 bởi Capitol Records. Bài hát được chắp bút bởi Halsey cùng với các nhà sản xuất của nó là Benny Blanco, Cashmere Cat và Happy Perez. Video âm nhạc của bài hát được ra mắt cùng ngày với nó và được đạo diễn bởi Hannah Lux Davis.

## Quảng bá
Vào tháng 5 năm 2019, Halsey đăng một liên kết lên mạng xã hội của cô, chuyển hướng người dùng đến trang web nightma.re để đăng ký nhận thông báo qua email và nhắc nhở họ kể về cơn ác mộng tồi tệ nhất của mình. Trang web gợi ý nhiều lựa chọn khác nhau, và khi nhấp chuột vào một lựa chọn bất kì, người dùng được xem lời giải thích về ý nghĩa của một kiểu ác mộng cụ thể. Người hâm mộ cũng tin rằng vé của một buổi ca nhạc gần đây của cô được mở bán lúc 5:17 PM chính là dấu hiệu về thời gian bài hát mới sẽ phát hành. Dù vậy, Halsey cho rằng cô không biết gì về chuyện này và nói thêm nhạc mới sẽ đến"sớm hơn mọi người nghĩ". Cô ấy sau đó thông báo ngày phát hành của bài hát trên Twitter vào ngày 9 tháng 5 năm 2019, bằng cách đăng lên một video cô tiết lộ tựa đề của bài hát tại một buổi ca nhạc và chú thích"đĩa đơn mới. NIGHTMARE. 17 tháng 5."Một vài ngày sau, Halsey thông báo cô đã giấu lời ca của bài hát tại 5 thành phố của Hoa Kỳ: Los Angeles, Dallas, Chicago, San Francisco và New York.
Vào ngày 20 tháng 5 năm 2019, Halsey tổ chức một show miễn phí dành cho người hâm mộ ở Minneapolis, nơi mà cô biểu diễn"Nightmare"trực tiếp lần đầu tiên cùng với một số bài hát cũ của mình. Sau buổi diễn, cô đăng video của một số màn trình diễn lên YouTube.

## Video âm nhạc
Video âm nhạc của"Nightmare"ra mắt trên YouTube vào ngày 17 tháng 5 năm 2019. Được đạo diễn bởi Hannah Lux Davis, video bao gồm sự xuất hiện của một số khách mời như Cara Delevingne, Debbie Harry, Ryan Destiny và Suki Waterhouse.

## Xếp hạng
| Bảng xếp hạng (2019)                   | Vị trí cao nhất |
| -------------------------------------- | --------------- |
| Australia (ARIA)                       | 13              |
| Áo (Ö3 Austria Top 40)                 | 56              |
| Bỉ (Ultratip Flanders)                 | 19              |
| Canada (Canadian Hot 100)              | 17              |
| China Airplay/FL (Billboard)           | 39              |
| Cộng hòa Séc (Singles Digitál Top 100) | 25              |
| Estonia (Eesti Tipp-40)                | 15              |
| Đức (GfK)                              | 87              |
| Hungary (Single Top 40)                | 9               |
| Hungary (Stream Top 40)                | 7               |
| Ireland (IRMA)                         | 24              |
| Italy (FIMI)                           | 68              |
| New Zealand (Recorded Music NZ)        | 19              |
| Bồ Đào Nha (AFP)                       | 48              |
| Scotland (OCC)                         | 33              |
| Slovakia (Singles Digitál Top 100)     | 7               |
| Sweden Heatseeker (Sverigetopplistan)  | 16              |
| Thụy Sĩ (Schweizer Hitparade)          | 61              |
| Anh Quốc (OCC)                         | 26              |
| Hoa Kỳ Billboard Hot 100               | 15              |
| Hoa Kỳ Adult Pop Airplay (Billboard)   | 32              |
| Hoa Kỳ Pop Airplay (Billboard)         | 18              |